# Prava Crkva Isusova
Prava Crkva Isusova sastavljena je od sljedbenika protestanskog evangelističkog pokreta koji je nastao u 20. stoljeću pri Pentekostalnoj crkvi radi obnove kršćanskog života i vjere. 
Prava Crkva Isusova brojna je u Kini i Tajvanu. Danas ih u svijetu ima oko 1.5 milijuna.

## Deset glavnih doktrina i verovanja
1. Sakrament Sveti Duh: „Primanje Svetog duha, dokazano govorenjem jezika, potvrda je našeg baštinjenja Kraljevstva nebeskog.“
2. „Voda krštenja je sakrament opraštanja grijeha i obnove. Krštenje se obavlja u prirodnoj živoj vodi, poput rijeke, mora ili izvora. Onaj koji krsti, koji je već primio krštenje vodom i Duhom Svetim, vrši krštenje u ime Gospoda Isusa Krista. osoba koja se krsti treba biti potpuno uronjena u vodu pognute glave i licem prema dolje.“
3. „Sakrament pranja nogu omogućava onome koji ga vrši da ima udijela s Gospodinom Isusom. On također služi za neprestano podsjećanje da je neophodno imati ljubav, svetost, smirenje, praštanje i služenje. Svakoj osobi koja primi krštenje vodom bivaju oprane noge u ime Isusa Krista. Uzajamno pranje nogu prakticira se kad god je to prikladno.“
4. „Sveta pričest je Sveto otajstvo koje simbolizira smrt Isusa Krista. Pomoću nje možemo okusiti tijelo i krv našeg Gospodina, te tako steknemo vječni život i uskrsnemo na Sudnji dan. Pričešćivati se treba što češće. Za ovaj obred koristi se beskvasni kruh i sok od grožđa.“
5. Dan „šabat: „Šabat, sedmi dan tjedna, tj. subota, sveti je dan blagoslovljen i posvećen od Boga. Slavljen Božjom milošću kao sjećanje na Božje stvaranje svijeta i spasenje, s nadom u vječni mir u budućem životu.“
6. „Isus Krist: riječ koja je tijelom postala, umro je na križu za otkupljenje grešnika, uskrsnuo treći dan i uzašao na nebo. On je jedini spasitelj čovječanstva, stvoritelj neba i zemlje, i jedini pravi Bog.“
7. „Sveto pismo, koje čine Stari i Novi zavjet, inspirirano je Bogom, jedinom pisanom istinom, i standardom kršćanskog života.“
8. „Spasenje: je dano kao dar Boga za istinitu vjeru. Vjernici se moraju obratiti Duhu Svetom na putu svetosti, štovanja Boga, i ljubavi prema čovjeku.“
9. „Crkva: "Istinita crkva Isusa, osnovana od strane našega gospodina Isusa Krista, preko Duha Svetoga tijekom vremena 'latter rain', je ponovno uspostavljena prava crkva Apostolskog vremena.“
10. „Drugi dolazak: Gospodinov drugi dolazak dogodit će se u posljednje dane kad siđe s nebesa suditi svijetu: pravednici će baštiniti vječni život, dok će grješnici biti vječno osuđeni.“

## Povijesna pozadina i porijeklo
Uspješni pokušaji evangelizacije Kine od strane nestorijanskih kršćana iz Perzije (635. – 845.), rimokatolika (kasnije osobito isusovci) (1265., 1601. – 1724.) bili su kratkotrajni - izgubili su naklonost kineskog cara i uspjeli su samo kao raštrkani napori podzemlja.
Prvi protestantski misionari koji su radili na kineskom tlu započeli su sa svojim djelovanjem 1807. dolaskom Škota Roberta Morrisona. Nakon opijumskog rata 1840-ih, misionari iz cijelog svijeta počeli su stizati u Kinu. Hudson Taylor osnovao je Misiju u kineskoj unutrašnjosti 1865.
19. stoljeće posvjedočilo je velik porast u broju kršćana. 1900. Bilo je skoro 111.000 protestantskih kršćana s 1.600 kineskih kršćanskih djelatnika i preko 2.000 misionara.
Nakon pokreta Pentecostal u Sjedinjenim Državama 1900-tima, jedna Crkva Misije Apostolske Vjere je osnovana u Šangaju i mnogi kineski kršćani su se zatim pridružili.
Nedugo nakon Boxer ustanka, napadi i progonstva u 1900., mnogi kineski kršćani zagovarali su "Pokret triju samo", koji je promovirao strategiju  'samoupravljanja, nezavisnosti i samopropagiranja' da bi se smanjili strani utjecaji i upletanje kineskih crkvi. Više crkava su bili autohtoni.
Tri rana osnivača Prave Isusove crkve jednako tako su podržali ovu ideju i odlučili su se otrgnuti od glavne struje pentekostalnih crkvi. Tu su bili Paul Wei, Ling-Sheng Zhang i kasnije Barnabas Zhang.
Iako se većina članova nalazila u Kini, doticaj s kopnom izgubljen je kratko nakon komunističkog preuzimanja 1949. i kasnijeg progona kršćana diljem Kine.